# Endrosa aurita
Endrosa aurita là một loài bướm đêm thuộc phân họ Arctiinae, họ Erebidae.